# Савкино (Венгеровский район)
Савкино — исчезнувшая деревня в Венгеровском районе Новосибирской области России. На момент упразднения входила в состав Меньшиковского сельсовета. Исключена из учётных данных в 1977 году.

## География
Располагалась у озёр Рогачи и Татарское, в 4,5 км к юго-востоку от села Меньшиково.

## История
В 1928 году аул Савкин состоял из 22 хозяйств. В административном отношении входил в состав Меньшиковского сельсовета Меньшиковского района Барабинского округа Сибирского края.
Решением Новосибирского облисполкома от 01.12.1977 г. № 799 деревня исключена из учётных данных как фактически не существующая.

## Население
По переписи 1926 г. в ауле проживало 122 человека (67 мужчин и 55 женщин), основное население — барабинцы.